# Saint-Paul (Gironda)
Saint-Paul é uma comuna francesa na região administrativa da Nova Aquitânia, no departamento da Gironda. Estende-se por uma área de 10,93 km². Em 2010 a comuna tinha 973 habitantes (densidade: 89 hab./km²).